# Gunnel Sidenbladh
Gunnel Birgitta Sidenbladh, tidigare gift Agvald, född Widegren den 6 september 1919 i Stockholm, död där den 30 december 2009, var en svensk jurist. 
Gunnel Sidenbladh avlade juris kandidatexamen vid Stockholms högskola 1941. Hon var notarie i Bränslekommissionen 1941–1943 och genomförde tingstjänstgöring i Stockholms rådhusrätt 1944–1946. Gunnel Sidenbladh blev extra fiskal i Svea hovrätt 1947 och var sekreterare samt tillförordnad assessor i Stockholms rådhusrätt 1947–1955. Hon blev ordinarie assessor 1955, extra rådman 1962 och ordinarie rådman 1963. Gunnel Sidenbladh var hovrättsråd och vice ordförande på avdelning i Svea hovrätt 1975–1985. Hon blev ledamot av Nordstjärneorden 1968.
Gunnel Sidenbladh var dotter till överlärare Arvid Widegren och Olga, född Olofsson. Hon var gift första gången 1941–1964 med Sten Agvald och andra gången från 1974 till hans död 1999 med Karl Sidenbladh. Gunnel Sidenbladh vilar i andre makens familjegrav på Norra begravningsplatsen utanför Stockholm.